# Millennium Estoril Open
El Torneig d'Estoril, conegut oficialment com a Millennium Estoril Open, és una competició tennística professional que es disputa sobre terra batuda al Clube de Ténis do Estoril de Cascais, prop d'Estoril, Portugal. Pertany a la categoria sèries 250 del circuit ATP masculí.
El torneig es va crear l'any 2015 en substitució del Portugal Open, que curiosament també es disputava a Estoril, però que va desaparèixer per manca de patrocinadors.

## Palmarès

### Individual masculí
| Any  | Campió                                            | Finalista                                         | Resultat                                          |
| ---- | ------------------------------------------------- | ------------------------------------------------- | ------------------------------------------------- |
| 2024 | Hubert Hurkacz                                    | Pedro Martínez                                    | 6−3, 6−4                                          |
| 2023 | Casper Ruud                                       | Miomir Kecmanovic                                 | 6−2, 7−6(3)                                       |
| 2022 | Sebastián Báez                                    | Frances Tiafoe                                    | 6−3, 6−2                                          |
| 2021 | Albert Ramos Viñolas                              | Cameron Norrie                                    | 4−6, 6−3, 7−6(3)                                  |
| 2020 | Torneig suspès a causa de la pandèmia de COVID-19 | Torneig suspès a causa de la pandèmia de COVID-19 | Torneig suspès a causa de la pandèmia de COVID-19 |
| 2019 | Stéfanos Tsitsipàs                                | Pablo Cuevas                                      | 6−3, 7−6(4)                                       |
| 2018 | João Sousa                                        | Frances Tiafoe                                    | 6−4, 6−4                                          |
| 2017 | Pablo Carreño Busta                               | Gilles Müller                                     | 6−2, 7−6(5)                                       |
| 2016 | Nicolás Almagro                                   | Pablo Carreño Busta                               | 6−7(6), 7−6(5), 6−3                               |
| 2015 | Richard Gasquet                                   | Nick Kyrgios                                      | 6−3, 6−2                                          |

### Dobles masculins
| Any  | Campions                                          | Finalistes                                        | Resultat                                          |
| ---- | ------------------------------------------------- | ------------------------------------------------- | ------------------------------------------------- |
| 2024 | Gonzalo Escobar Aleksandr Nedovyesov              | Sadio Doumbia Fabien Reboul                       | 7−5, 6−2                                          |
| 2023 | Sander Gillé Joran Vliegen                        | Nikola Ćaćić Miomir Kecmanović                    | 6−3, 6−4                                          |
| 2022 | Nuno Borges Francisco Cabral                      | Máximo González André Göransson                   | 6−2, 6−3                                          |
| 2021 | Hugo Nys Tim Pütz                                 | Luke Bambridge Dominic Inglot                     | 7−5, 3−6, [10−3]                                  |
| 2020 | Torneig suspès a causa de la pandèmia de COVID-19 | Torneig suspès a causa de la pandèmia de COVID-19 | Torneig suspès a causa de la pandèmia de COVID-19 |
| 2019 | Jérémy Chardy Fabrice Martin                      | Luke Bambridge Jonny O'Mara                       | 7−5, 7−6(3)                                       |
| 2018 | Kyle Edmund Cameron Norrie                        | Wesley Koolhof Artem Sitak                        | 6−4, 6−2                                          |
| 2017 | Ryan Harrison Michael Venus                       | David Marrero Tommy Robredo                       | 7−5, 6−2                                          |
| 2016 | Eric Butorac Scott Lipsky                         | Łukasz Kubot Marcin Matkowski                     | 6−4, 3−6, [10−8]                                  |
| 2015 | Treat Conrad Huey Scott Lipsky                    | Marc López David Marrero                          | 6−1, 6−4                                          |